# Katar
Katar (arapski: قطر‎, Qatar) država je na Arapskom poluotoku u jugozapadnoj Aziji. Obuhvaća mali poluotok na zapadnoj obali Perzijskog zaljeva i nekoliko susjednih otočića. Graniči na jugu sa Saudijskom Arabijom, a na zapadu morskom granicom s Bahreinom. Po državnom uređenju je apsolutna monarhija – emirat, a službeni naziv je Država Katar (arapski: دولة قطر‎, Dawlat Qatar). Glavni grad je Doha.
Tijekom posljednjih 150-ak godina politikom Katara dominira obitelj Al-Thani iz koje potječe trenutni emir i predsjednik vlade. Nakon što je izgubio status britanskog protektorata 1971., Katar se nije pridružio Ujedinjenim Arapskim Emiratima, odabravši umjesto toga potpunu neovisnost.
Islam je službena religija. Arapski odnosno njegov lokalni dijalekt jezik je većine stanovništva. Velik broj stanovnika su strani državljani koje rade u industriji nafte i zemnog plina. Te industrije ostvaruju više od 80 % proračunskih sredstava.
Gospodarstvom Katara dominira naftna industrija. Prihodi od prodaje nafte omogućili su povećanje životnog standarda i uvođenje socijalne države nalik na one u Europi. BDP je 2003. iznosio 21.500 USD po stanovniku, mjereno po paritetu kupovne moći (PPP-u).
Katar je sjedište poznate arapske TV-postaje Al-Jazeera. Lokalni izbori provedeni su po prvi put 1999.

## Povijest
Najstariji arheološki nalazi na teritoriju Katara potječu iz 6. tisućljeća pr. Kr. Pronađeni su u Shagri na jugoistoku Katara. Kasnije su kroz povijest u Kataru živjela razna nomadska plemena koja dolaze s Arapskog poluotoka (posebice iz regija Nedžd (Nejd) i Hasa. S vremenom su nastala naselja ribara i lovaca na bisere (more oko Katara je bogato bisernim školjkama i to je jedno od najvažnijih mjesta u svijetu gdje se vade biseri). U 7. st. se širi islam. Od 750. godine Katar dolazi pod vlast arapske dinastije Abasida. Od 1517. na Kataru postoji portugalsko trgovačko uporište koje 1538. osvajaju Osmanlije.
Godine 1732. na Kataru se naseljava pleme Bani Utbah koje gradi tvrđavu Zubara. Zubara postaje glavni trgovački centar u regiji. Godine 1782. Zubaru je napalo pleme Al Bin Ali. Na Kataru se naseljava arapska dinastija Al Khalifa koja je zavladala susjednim otokom Bahrainom. Godine 1867. dolazi do rata između dinastije Al Khalifa i stanovnika Katara koje podupire kolonijalna sila Velika Britanija. Od 1871. Katar je dio Osmanskog Carstva koje je ponovo ojačalo u tom kraju. Katarom je pod osmanskim suverenitetom vladala dinastija Al Thani koja je na vlasti do danas. Nakon Drugog svjetskog rata Katar dolazi pod britansku kolonijalnu upravu, no nad njim nastavlja vladati dinastija Al Thani. Godine 1939. pronađena je nafta koja se počela iskorištavati za vrijeme Drugog svjetskog rata.
Godine 1971. Katar je proglašen nezavisnim emiratom. Postojala je želja da se priključi Ujedinjenim Arapskim Emiratima, ali je dinastija Al Thani ipak zadržala status Katara kao samostalne države. Katar se tijekom Zaljevskog rata 1991. priključio protuiračkoj koaliciji koju je predvodio SAD za oslobođenje Kuvajta. Godine 1995. prijestolonasljednik Hamad bin Khalifa Al Thani izveo je državni udar i svrgnuo svog oca s vlasti. Pod njegovom vlašću dolazi do liberalizacije zakona i poboljšanja prava žena koje dobivaju pravo glasa.
Katar je 2022. privukao svjetsku pozornost organiziravši svjetsko nogometno prvenstvo kojeg je osvojila Argentina pobjedivši Francusku, dok je treća bila Hrvatska.

## Zemljopis
Katar se nalazi na poluotoku unutar Perzijskog zaljeva. Nalazi se na sjeveru Arapskog poluotoka. Direktno graniči sa Saudijskom Arabijom. Morsku granicu ima s Bahrainom i Ujedinjenim Arapskim Emiratima.
Reljef je zaravnjen s niskim brežuljcima. Uz granicu sa Saudijskom Arabijom nalaze se udubljenja u kojima su slane močvare. U moru postoje koraljni otoci. Uz zapadnu obalu je otočje Hawar koje pripada Bahrainu. Klima je pustinjska s vrućim ljetima i vrlo malo padalina. Nema stalnih vodenih tokova.

## Stanovništvo
Državljani Katara su Arapi islamske vjere. Većinu stanovništva danas čine doseljenici na privremenom radu, najviše iz Indije i Pakistana. Islam je državna religija iako među doseljenicima ima mnogo kršćana i hindusa.

## Gospodarstvo
Katar je jedna od gospodarski najrazvijenijih zemalja svijeta. Gospodarstvo se temelji na nafti i zemnom plinu koji čine veliku većinu izvoza i preko polovice BDP-a. Također ima najviši BDP po stanovniku na svijetu, a on iznosi oko 100.000 USD.
Gospodarstvo Katara danas pokušava smanjiti ovisnost o nafti i prilagoditi se vremenu kad nafta neće biti glavni izvor prihoda. Zbog toga se razvija moderna visoka tehnologija i društvo utemeljeno na znanju. Godine 2004. otvoren je Katarski znanstveni i tehnološki park s poduzećima visoke tehnologije usmjerene na znanost i istraživanje. U novije vrijeme se razvija turizam.
Poljoprivreda je slabo razvijena zbog nepovoljnih klimatskih uvjeta. Najznačajniji je uzgoj datulja. Prije otkrića nafte se gospodarstvo Katara temeljilo na ribarstvu i traženju bisera jer u moru oko Katara postoje neka od najvećih svjetskih staništa bisernih školjaka.

## Galerija
- Četvrt West Bay u Dohi
- Turističko naselje u Kataru
- Krajolik u Kataru
- Industrijsko područje Mesaieed

## Vanjske poveznice
Sestrinski projekti
|  | Zajednički poslužitelj ima stranicu o temi Katar    |
|  | Zajednički poslužitelj ima još gradiva o temi Katar |
|  | Wječnik ima rječničku natuknicu Katar               |